# Take off (2PMの曲)
「Take off」（テイク・オフ）は、韓国の男性アイドルグループ・2PMの日本デビュー1枚目のシングル。2011年5月18日にアリオラジャパン
から発売された。

## 概要
グループ初のシングル作品であると同時に日本デビュー作品。表題曲「Take off」は、テレビアニメ『青の祓魔師』のエンディングテーマとして起用された。同グループがアニメタイアップを担当するのは本作が初となる。
発売約1か月前の4月13日付有線J-POPチャートにて1位を獲得。2011年5月17日付デイリーチャートでは4位を獲得し、2011年5月30日付オリコン週間シングルチャートでも初登場4位を獲得。「GENIE」の推定売上枚数4.5万枚を上回る5.9万枚を記録し、韓国のグループによるデビューシングルとしては最高のシングル記録を更新した。

## 収録曲

### 初回生産限定盤A
CD
全作曲：J.Y.Park "The Asiansoul"
1. Take off  [3:23]
作詞：Kenn Kato・KOMU、編曲：Super Changddai
2. Heartbeat -Japanese ver.-  [3:16]
作詞・編曲：J.Y.Park "The Asiansoul"
3. Take off （without main vocal）
4. Heartbeat -Japanese ver.- （without main vocal)

DVD　収録内容
1. Take off （Original ver.）
2. Take off （Dance ver.）

### 初回生産限定盤B
CD
1. Take off
2. Heartbeat -Japanese ver.-
3. Take off （without main vol)
4. Heartbeat -Japanese ver.- （without main vocal)

- この作品のために撮り下ろした未公開写真満載の32Pフォトブック封入
- 「ハイタッチ会実施！スペシャルフォトカード」が1枚ランダム封入（全7種）
- 同時発売のアルバム「Hands Up ～JAPAN SPECIAL EDITION～」との連動特典応募券封入

### 期間生産限定盤
1. Take off
2. Heartbeat -Japanese ver.-
3. Take off -TV size ver.-
4. Take off （without main vocal)
5. Heartbeat -Japanese ver.- （without main vocal)
6. Take off -TV size ver.- (without main vocal)

### 通常盤
1. Take off
2. Heartbeat -Japanese ver.-
3. Take off （without main vol)
4. Heartbeat -Japanese ver.- （without main vocal)